# Robert Uhland
Robert Hans Wilhelm Uhland (* 8. August 1916 in Stuttgart; † 16. August 1987 ebenda) war ein deutscher Landeshistoriker und Archivar.

## Leben
Der Sohn des Oberingenieurs Robert Uhland und der Margarethe, geb. Spiegel, studierte Geschichte, Germanistik und Anglistik an den Universitäten in Tübingen und München. Er war seit dem Sommersemester 1936 Mitglied der Studentenverbindung AV Igel Tübingen. Nach der Promotion bei Rudolf Stadelmann (1948) wurde der Enkel Wilhelm Heinrich Uhlands 1949 zum Archivassessor ernannt, 1959 zum Ersten Staatsarchivrat, 1963 zum Oberstaatsarchivrat. 1967 folgte seine Ernennung zum Staatsarchivdirektor und Leiter des Staatsarchivs Ludwigsburg. 1975 wurde er an die Landesarchivdirektion versetzt und amtierte dort als Stellvertreter des Präsidenten. 1977 wurde er zum Leitenden Staatsarchivdirektor ernannt. 1979 wurde er in den Ruhestand versetzt.
Uhland war Gründungsmitglied der Kommission für geschichtliche Landeskunde in Baden-Württemberg und wurde 1974 in deren Gesamtvorstand berufen. Ab 1957 war Mitherausgeber und ab 1969 alleiniger Herausgeber von deren Reihe Lebensbilder aus Schwaben und Franken. 1976 wurde ihm das Bundesverdienstkreuz am Bande und 1985 der Professorentitel verliehen. 1979 erhielt er den Schillerpreis der Stadt Marbach am Neckar.

## Schriften (Auswahl)
- Geschichte der Hohen Karlsschule in Stuttgart. Stuttgart 1953.
- Regesten zur Geschichte der Herren von Urbach. Stuttgart 1958.